# Boletín de Notícias
El Boletín de Notícias va ser un periòdic que va sortir a Reus l'any 1843.

## Història
Amb la intenció de ser un periòdic d'informació general, el Boletín de Notícias va sortir a la llum el mes de març de 1843 promogut per l'impressor i llibreter Mariano Sastres, que havia tancat la impremta i llibreria que tenia a Barcelona i s'havia instal·lat a Reus a l'inici de 1843, ciutat on la seva mare, la Viuda Sastres, ja havia tingut una llibreria a la fi de la Guerra del francès. A Reus va obrir una botiga de venda de llibres i periòdics, que sembla que no era impremta, a la plaça del Mercadal, en un local que feia cantonada amb el carrer Major. Era una persona molt activa i ben relacionada amb les autoritats liberals reusenques del moment, com ara l'alcalde Josep Simó. Va publicar el Boletín de Notícias amb la finalitat d'informar de les polítiques municipals i del que passava a Catalunya i a l'estat. A Reus no hi havia cap publicació periòdica, i els diaris de Barcelona no arribaven amb gaire puntualitat.

## Aspectes tècnics i contingut
Sortia els dimarts, divendres i diumenges de cada setmana, s'imprimia a casa dels impressors Bages i Sabater, instal·lada a la plaça del Rei, al capdamunt del carrer de Llovera. Tenia la capçalera impresa i mida gran foli. Es venia a 6 quartos i la llibreria de Mariano Sastres n'era el centre de subscripcions i el principal punt de venda. Recollia els edictes i informacions oficials de la província i de la ciutat, articles informatius sobre Reus, les subhastes de productes i immobles i els moviments marítims als ports de Salou i Tarragona, i també copiava articles d'altres periòdics, els únics que anaven signats. Del Boletín de Notícias en van sortir quatre números, i el 7 de març de 1843 va ser suspès per ordre governativa.

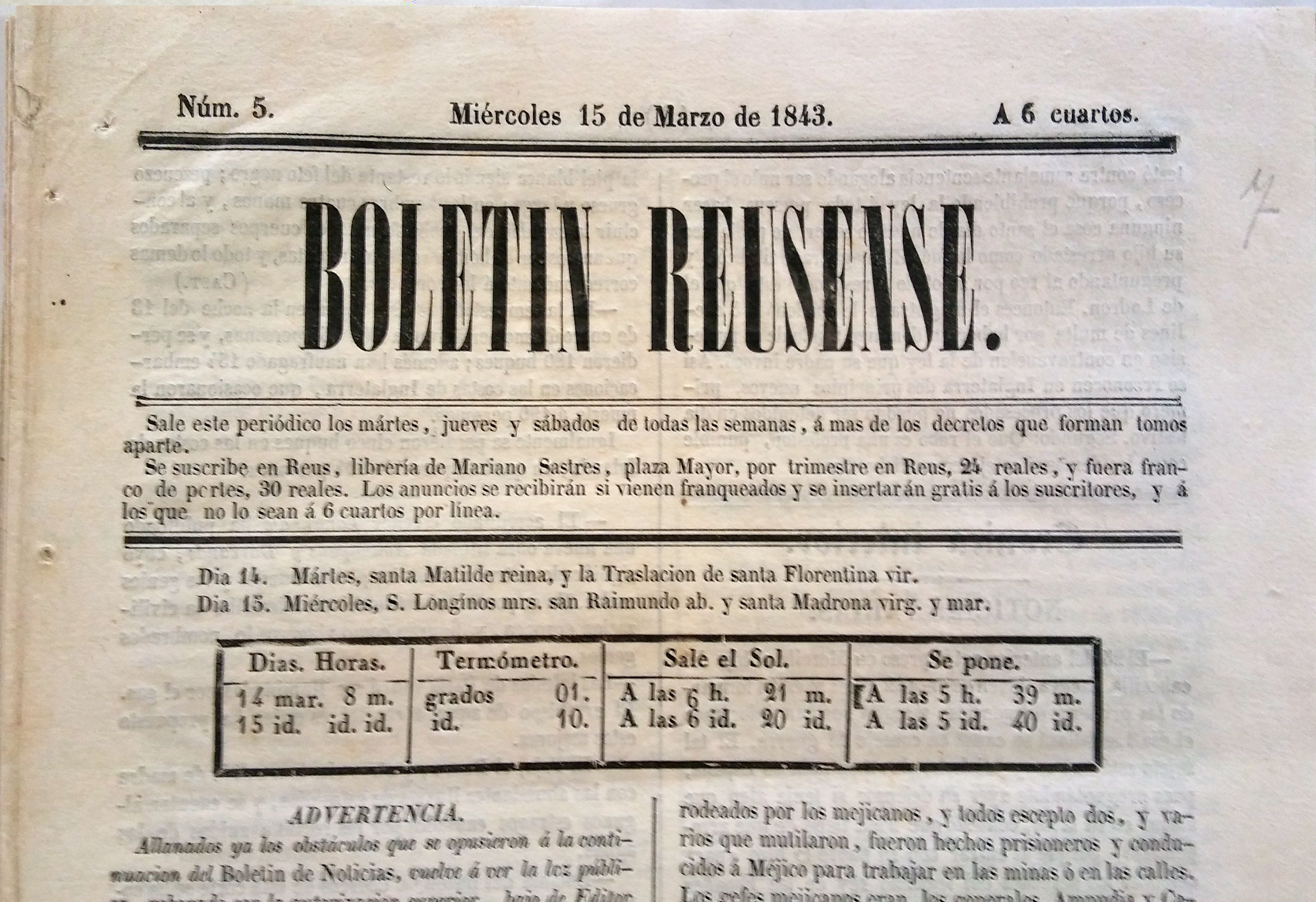
Número 1 del Boletín Reusense que porta el número 5, per indicar la continuïtat amb el Boletín de Notícias

## Represa amb el nom deBoletín Reusense
El motiu de la suspensió sembla una ordre del governador de Tarragona perquè la publicació no portava el nom de l'editor responsable. Però Mariano Sastres va aconseguir tornar a fer sortir el periòdic, ara amb el nom de Boletín Reusense el 15 de març del 1843. Per a indicar clarament que era una continuació del Boletín de Notícias, tenia el mateix format i la capçalera impresa amb la mateixa tipografia, i el primer exemplar de la nova publicació portava el número 5. A la primera pàgina,a més, incloïa una "Advertencia": "Allanados ya los obstáculos que se opusieron a la continuación del Boletín de Notícias […] el título de ahora en adelante será de Boletín Reusense". Aquest nou període segueix amb les seccions de l'anterior. Incorpora a més una "Crónica estrangera" i una "Crónica interior", els preus dels productes que cotitzaven al mercat de Reus, notícies de les Corts i de la Gaceta de Madrid i fa constar, una mica més amunt dels noms dels impressors, que van seguir sent Salvador Bages i Pere Sabater, a l'última pàgina i amb lletres grosses: "Editor responsable Mariano Sastres". Va canviar els dies de sortida i es publicava els dimarts, dijous i dissabtes. Va publicar alguns articles d'opinió, sense signar però atribuïbles a Mariano Sastres, contra el general Zurbano i Baldomero Espartero. Publicava també fulletons.
L'historiador de la cultura reusenca Joaquim Santasusagna diu que Andreu de Bofarull publicava al Diario de Reus una "Crónica" sobre història de la ciutat que el Boletín Reusense li copiava amb algunes variants i quan Bofarull va deixar de treure notícies històriques l'altre periòdic també va acabar amb el tema. Sobre això hi ha un problema de dates, ja que el Boletín Reusense va desaparèixer l'any 1843 i el Diario de Reus és de 1844. Podria ser que Bofarull hagués començat a treure en fascicles aquesta "Crónica" que després seria el llibre Anales históricos de Reus desde su fundación hasta nuestros días, que es va imprimir el 1845 i que el Boletín Reusense ho hagués aprofitat.

## Localització
Els exemplars coneguts del Boletín de Notícias i del Boletín Reusense es troben a la Biblioteca Central Xavier Amorós de Reus.